# Karma (Joss Stone)
Karma è un brano musicale della cantante inglese Joss Stone pubblicato come secondo singolo dell'album LP1. Il brano è stato composto dalla stessa Stone, David A. Stewart, Martina McBride, Brett Warren e Brad Warren. Il singolo non ha avuto successo, è riuscito ad entrare in classifica solo nella Ultratip del Belgio. Tuttavia è stato girato un video del brano che riprende Stone in sala di registrazione mentre canta il brano.

## Tracce
Download digitale
1. Karma – 3:54

## Classifiche
| Classifica | Posizione massima |
| ---------- | ----------------- |
| Belgio     | 113               |